# Réseau de Résistance du Québécois
Pour les articles homonymes, voir RRQ et Réseau (homonymie).

Logo

Le Réseau de résistance du Québécois (RRQ) est un groupe militant dont l'objectif est l'indépendance du Québec.

## Histoire
Sa création remonte au 13 décembre 2007. Créé par des jeunes indépendantistes, le RRQ est une organisation militante lancée par le journal Le Québécois. Il a été fondé au bar Le Nelligan's à Québec[réf. nécessaire].

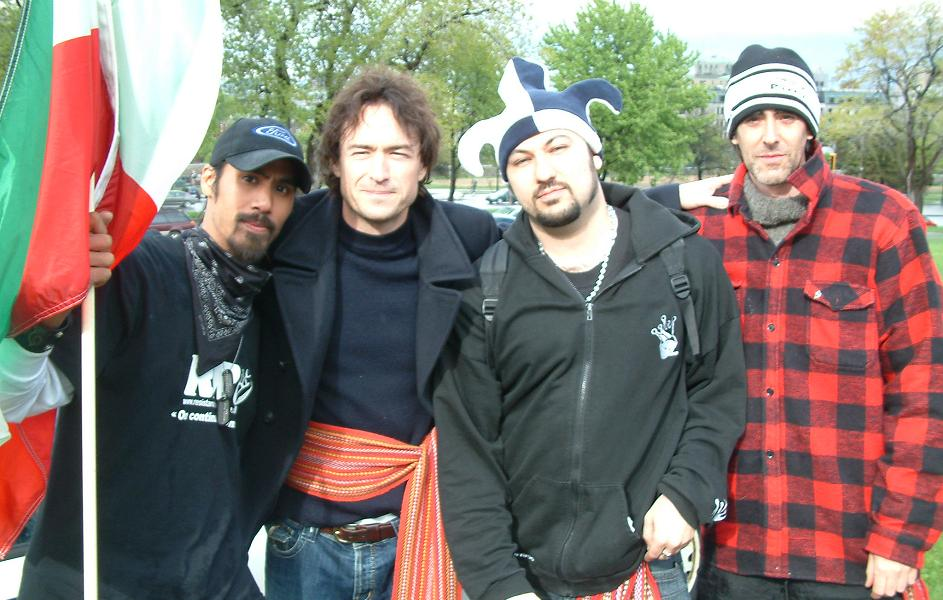
Journée nationale des patriotes 2008,
le groupe rap Loco Locass avec Nick Demers, un membre influent
du Réseau de Résistance du Québécois.

En 2008, le Réseau de Résistance du Québécois lance une campagne contre les événements entourant la fête du 400e de la ville de Québec. Le RRQ accusera les organisateurs des événements d'être révisionnistes et corrompus par des fédéralistes. Plusieurs membres et sympathisants étaient présents lors du lancement de cette fête afin de manifester.
Cette même année, le 11 octobre, est publié le Manifeste du RRQ à Sainte-Thérèse. 
En 2009, le Réseau de résistance du Québécois lance le mouvement « Opération 1759 ». Avec l'appui du cinéaste Pierre Falardeau le RRQ lutte contre « la tournure festive » du projet de reconstitution de la Bataille des plaines d'Abraham, une bataille importante de la guerre de Sept Ans. Le RRQ a joué un rôle majeur dans l'annulation de cette reconstitution,. Aux côtés des militants indépendantistes du RRQ, Pierre Falardeau avait promis de tout mettre en œuvre pour transformer la commémoration-spectacle en cauchemar[réf. nécessaire].
Le 11 mai 2009, des membres du RRQ ont tenu une manifestation illégale devant la Caisse de dépôt et placement du Québec, concernant les pertes de 40 milliards de dollars en 2008. Les protestataires accusaient le nouveau président de la Caisse, Michael Sabia, d'être un fédéraliste à la solde d'Ottawa et répondant aux ordres de Power Corporation. La manifestation s'est transformée en une marche au cœur du centre-ville. Des membres de Trois-Rivières, Gatineau, Québec ou encore Sherbrooke s'étaient réunis à Montréal pour l’occasion.
Le 1er juillet 2009, à Québec, devant le monument de James Wolfe. René Boulanger, Patrick Bourgeois et Pierre-Luc Bégin ont alors pris la parole avant de présenter une récolte de drapeaux canadiens à la centaine d’indépendantistes réunis pour l’occasion. Un cortège a ensuite pris la route à destination de Trois-Rivières. Un second vol d’unifoliés a alors été effectué. Les membres du RRQ ont repris la route le lendemain et se sont rendus devant l’église de Saint-Eustache, là où les attendaient une vingtaine de militants qui ont eux aussi enrichi le vol d’unifoliés. Les membres du RRQ sont arrivés en fin d’après midi, le 2 juillet, devant le 24 Sussex, la résidence du premier ministre du Canada. Là, bon nombre d’agents de la GRC les attendaient. Pierre-Luc Bégin et Patrick Bourgeois ont prononcé des discours. Le sergent de la résidence du premier ministre est finalement venu à la rencontre de Patrick Bourgeois pour cueillir les caisses d’unifoliés. Patrick Bourgeois lui a alors dit de transmettre un message à Stephen Harper : « On a déjà un drapeau au Québec et on ne veut pas de celui de nos voisins qui font de la propagande, chez nous, dans le cadre de la fête du Canada. Si le Canada recommence son manège de propagande l’an prochain, le RRQ lui ramènera encore des milliers d’unifoliés prélevés dans l’espace public québécois ». Le sergent avait promis de transmettre le message du RRQ à Stephen Harper[pertinence contestée].

## Structure du Réseau
Le RRQ est divisé en plusieurs sections à travers le Québec. Chaque section a son coordonnateur et le RRQ a un directeur national qui gère le tout :
- Président du RRQ : Patrick Bourgeois[réf. nécessaire]
- Vice-président du RRQ : Pierre-Luc Bégin[réf. nécessaire]
- Directeur national du RRQ: Carlo Mosti[réf. nécessaire]

Le RRQ compte des sections dans la majorité des grandes villes du Québec : Québec, Montréal, Gatineau, etc.